# Plaustri
I plaustri (italianizzazione del latino plaustrum, plur. plaustra) erano massicci carri agricoli d'epoca romana usati perlopiù come mezzi di trasporto di merci e derrate alimentari.

## Descrizione
Il plaustrum o plostrum  aveva in genere due ruote, talvolta quattro - e allora si chiamava plaustrum majus. L'invenzione del carro a quattro ruote è attribuita da Plinio ai Frigi Naturalis historia VII.56.
Oltre all'asse delle ruote, su cui si innestava la robusta barra del timone (temo), il plaustrum aveva solo una tavola fatta di assi di legno, fissata al timone stesso. Su questo tavolato si poggiava la merce da trasportare, e alla bisogna si aggiungevano altre assi come protezione laterale  oppure si usava un grande cesto di paglia legato al carro stesso . Come è facile capire, un modello quasi elementare di carro, la cui struttura fondamentale si ritrova ancor oggi in molte parti d'Europa.
In molti casi, anche se non dappertutto, le ruote erano fissate all'asse che si muoveva, come nei carretti dei bambini, entro anelli di legno fissati al corpo del veicolo. Questi anelli erano chiamati in greco amaxòpodes, in latino arbusculae. Le parti dell'asse che ruotavano al loro interno erano rinforzate con ferro . 
Il tipo più diffuso di carro era quello chiamato tympanum, "il tamburo," perché appunto assomigliava a questo . Se ne trovano raffigurazioni ad esempio sull'Arco di Settimio Severo a Roma. Data la particolare struttura e progettazione dell'asse delle ruote, sebbene il plaustrum avesse un'eccellente tenuta sulle strade lastricate, tuttavia non permetteva di tagliare per le strade campestri e aveva bisogno di un ampio spazio di manovra quando doveva curvare - e soprattutto non consentiva certo di muoversi velocemente .
Era tipico poi il forte rumore che produceva muovendosi e il suo scricchiolante cigolio si udiva a grandi distanze . La robusta struttura però permetteva di caricarlo di pietre, legna, concime, botti di vino , e proprio per questo spesso era caricato fino ai limiti, coi conseguenti e prevedibili rischi, tanto che l'imperatore Adriano vietò l'ingresso a Roma ai carri sovraccarichi . Alla fine non doveva essere poi tanto raro che il carro, sovraccarico, si sfasciasse, costringendo il carrettiere tenere insieme le assi a forza di braccia e spalle: così nacque l'espressione "Plaustrum perculi" a significare "mi è andata male" . In inglese è rimasta memoria di questo modo di dire nell'espressione "to upset one's applecart", affine al nostro "rovesciare/perdere la baracca" (anche se la traduzione in italiano più corretta resta l'espressione "rompere le uova nel paniere").
Poco maneggevoli e pesanti, nella più tarda epoca imperiale cominciarono ad essere usati per pericolose corse a cui spesso venivano costretti a partecipare schiavi e condannati a morte, che il più delle volte non sopravvivevano agli incidenti che inevitabilmente si verificano durante le gare.
Sempre in età imperiale, gli abitanti dell'Urbe erano regolarmente disturbati dal fragore notturno incessante causato dai plaustra; rimane oggi noto il caso di Marco Valerio Marziale che abbandonò Roma per Bìlbilis (la sua città natale) non solo per le difficoltà economiche, ma anche per l'insonnia causatagli dai carri da trasporto. Tornato in Spagna nel 98 d.C., difatti, Marziale scrisse:
(Marco Valerio Marziale, XII, 18, 13-16)